# Рысь идёт по следу
«Ры́сь идёт по сле́ду» — художественный фильм режиссёра Агаси Бабаяна, снятый в 1994 году. Фильм снят в стереоформате. Заключительный фильм тетралогии о ручной рыси по кличке Кунак. Последняя режиссёрская работа Бабаяна.
Предыдущие фильмы: «Тропой бескорыстной любви», «Рысь выходит на тропу» и «Рысь возвращается». Главная тема этих фильмов — любовь к животным и природе.

## Сюжет
Покой тихого лесного кордона, где живёт семья егеря Лосева со своим другом, домашней рысью по прозвищу Кунак, нарушает пожар, случившийся ночью в соседнем зверосовхозе. По версии директора зверосовхоза Мостового, ценных и уникальных животных — баргузинских соболей, пришлось выпустить на волю для их спасения. Поиски Лосевым следов убежавших зверей приводят его к раскрытию тайны подпольной соболиной фермы. Преступники, собиравшиеся переправить украденных соболей за границу, поняв, что их планы раскрыты, похищают дочь егеря и обманом захватывают самого Лосева. Но верный Кунак разрушает все планы преступников. С его помощью удаётся разоблачить и задержать главаря преступного сообщества — директора зверосовхоза.

## В ролях
| Актёр             | Роль    |
| ----------------- | ------- |
| Степан Старчиков  | охотник |
| Татьяна Ташкова   |         |
| Виктор Незнанов   |         |
| Настя Закандырина |         |
| Евгений Ташков    |         |
| Антон Кремин      |         |
| Виктория Тарасова |         |
| Павел Абдалов     |         |
| Георгий Клюев     |         |